# Ван дер Стул, Макс
Макс ван дер Стул (нидерл. Max van der Stoel; 3 августа 1924, Ворсхотен, Нидерланды — 23 апреля 2011, Гаага, Нидерланды) — нидерландский политический деятель, министр иностранных дел (1973—1977, 1981—1982), один из ведущих европейских дипломатов второй половины XX века.

## Биография
Получил высшее образование в области права и социологии в Лейденском университете. В 1947 г. получил степень доктора права, а в 1953 г. — докторскую степень по социологии. В 1999—2001 гг. возглавлял кафедру прав человека в Лейденском университете, в 2001—2003 гг. был приглашенным профессором международного и европейского права в Университете Тилбурга.
С момента основания (1946) вступил в Партию труда. В 1953—1958 гг. был сотрудником фонда Wiardi-Beckman-Stiftung, научно-исследовательского центра партии. С 1963 г. становится секретарем партии по международным делам. В 1960—1965 гг. — депутат первой палаты, в 1966—1973 и 1977—1981 гг. — депутат второй палаты парламента Нидерландов.
- 1965—1966 гг. — государственный секретарь по иностранным делам,
- 1973—1977 и 1981—1982 гг. — министр иностранных дел Нидерландов. В этой должности в 1976 г. был президентом совета Евросоюза. Во время визита в 1977 г. в Чехословакию встретился с представителями оппозиционного движения «Хартия 77», что вызвало возмущение официальной Праги,
- 1983—1986 гг. — представитель Нидерландов при ООН, в 1991—1999 гг. возглавлял спецкомиссию ООН по соблюдению прав человека в Ираке,
- 1986—1992 гг. — член Государственного Совета. В мае 1991 г. ему было присвоено звание государственного министра,
- 1993—2001 гг. — Верховный комиссар по делам национальных меньшинств Организации по безопасности и сотрудничеству в Европе (ОБСЕ).

В 2001 г. был назначен специальным советником Верховного представителя Европейского союза по общей внешней политике и политике безопасности по Македонии.

## Награды
- Орден Томаша Гаррига Масарика II степени (15 мая 1996 года, Чехия).
- Орден князя Ярослава Мудрого IV степени (24 сентября 2001 года, Украина) — за значительный личный вклад в решение проблем национальных меньшинств в Украине[3].
- Орден князя Ярослава Мудрого V степени (27 ноября 1997 года, Украина) — за весомый личный вклад в развитие законодательной системы, регулирующей права национальных меньшинств в Украине[4].
- Орден «Манас» III степени (25 марта 1999 года, Кыргызстан) — за выдающиеся заслуги в утверждении идеалов гуманизма, взаимопонимания  и согласия между народами[5].
- Почётная грамота Кыргызской Республики (29 мая 1998 года, Кыргызстан) — за активную деятельность в укреплении межэтнических отношений в Кыргызстане[6].